# Horace Rowan Gaither
Pour les articles homonymes, voir Gaither.
Horace Rowan Gaither Jr (23 novembre 1909 - 7 avril 1961,), connu comme H. Rowan Gaither, était un avocat de San Francisco, un banquier d'investissement et un puissant administrateur (comme directeur de comité, puis président) à la Fondation Ford,.
Au cours de la Seconde Guerre mondiale, il a servi comme assistant réalisateur du Radiation Laboratory au Massachusetts Institute of Technology. En 1948, il a aidé à fonder la RAND Corporation et a été administrateur jusqu'en 1959,.
En 1958 et 1959, il a été le premier Président du conseil d'administration de la MITRE Corporation. De 1959 à sa mort, Gaither a été un associé général et cofondateur de Draper, Gaither & Anderson, l'une des premières firmes de capital risque, sur la côte Ouest des États-Unis, en collaboration avec William H. Draper Jr, un ancien général de l'armée, et Frederick L. Anderson, un ancien général de l'armée de l'air.
Il a été embauché par Henry Ford II pour aider à définir les priorités de la Fondation Ford en 1947, où elle préside le comité d'étude qui a écrit le Rapport de l'étude pour la Fondation Ford sur la politique et le programme. Plus tard, il a été président de la Fondation Ford. Il est plus connu aujourd'hui comme l'auteur du controversé Rapport Gaither (dont le nom officiel est Deterrence & Survival in the Nuclear Age) sur la vulnérabilité de la défense américaine.
Il est mort en 1961, d'un cancer du poumon.

## Carrière et influence à la Fondation Ford
La fondation Ford est créée en 1936 à Détroit, la ville de l'automobile américaine. À la fin des années 1940, la fondation, qui se consacrait à ses débuts aux besoins opérationnels de l'entreprise Ford à Détroit et ses environs, élargit son champ d'action pour répondre à des ambitions plus grandes. Les morts de Henry et Edsel Ford conduisent à une augmentation des fonds reçus par la fondation. C'est Horace Rowan Gaither qui est alors choisi pour diriger un comité d'étude pour établir les objectifs futurs de la fondation. Gaither sera par la suite président de la RAND Corporation, puis de la fondation Ford, de 1952 à 1956. Gaither était convaincu que les sciences sociales pouvaient et devaient être mobilisées pour servir la nation, et que cela requérait des managers qui comprenaient ces sciences sociales et pouvaient apprécier les possibilités de leurs applications. Il déclara à la Stanford Business School en 1958 que "le défi soviétique requiert que nous cherchions et utilisions les meilleurs renseignements du management américain".
L'influence de Horace Rowan Gaither, à travers la fondation Ford, sur le développement des études et écoles de commerce et de management aux États-Unis, est importante. Un rapport de la Fondation en 1959 déplorait un niveau "affreusement bas" d'acceptabilité parmi les business schools américaines, niveau que nombre d'écoles n'atteignaient en fait même pas. Le problème était illustré par une liste de nombreuses options de cours sur les principes de la pâtisserie et de la boulangerie ("principles of baking") qui existaient dans l'une des écoles du Sud. En même temps, il y avait l'optimisme que la situation pouvait être rectifiée par "une science du management" que l'on pouvait transmettre aux étudiants comme une méthodologie pour la prise de décision. Au lieu d'apprendre à se reposer sur son jugement (ce qui avait été la base du programme de Harvard), les étudiants pouvaient développer une compétence plus analytique en étant immergés par les méthodes quantitatives et des théories de la décision. Sous l'influence de Gaither, Ford a dirigé de vastes sommes d'argent vers les meilleures écoles de business pour créer des centres d'excellence, haussant le calibre intellectuel et professionnel des générations à venir de managers et de leurs professeurs. En deux décennies, le nombre de business schools aux États-Unis a triplé, et la production de MBA a augmenté fortement en conséquence. En 1980, 57 000 MBA étaient octroyés par 600 programmes, comptant pour 20 % du nombre total de diplômes de masters délivrés. Au même moment, il y avait une expansion équivalente du nombre de revues académiques de business, d'environ 20 à la fin des années 1950 à 200, deux décennies plus tard. En 1965, la fondation Ford rapportait "une utilisation croissante d'analyse quantitative et de model building" ("construction de modèle") et plus de publications dans des journaux spécialisés en économie, psychologie et statistique.